# Английский язык Западного Мидленда
Английский язык Западного Мидленда (англ. West Midlands English) включает в себя группу диалектов, на которых говорят в английском регионе Западный Мидленд, включая территорию графства Уэст-Мидлендс.

## Акценты графства
Существует расхожее мнение, что в одних районах Западного Мидлендса акцент у местных жителей гораздо сильнее, чем в других, как, например, в Дадли (графство Блэк-Кантри). Множество словечек и диалектизмов из Блэк-Кантри довольно известны: люди часто говорят «arr» вместо «yes». Чаще всего в диалектах этого региона слова сокращаются, самым распространённым примером может послужить «I ay» вместо «I haven’t» (что является ещё более краткой формой «I ain’t»). На юге графства акцент близок к общему южноанглийскому.
Дэйв Брэдли, ведущий на радио BBC Херефорд и Вустер, в 2005 году высказал следующее относительно диалектов Западного Мидленда:

[В Херефордшире и Вустершире] у нас много разных вариантов английского языка, если мы вообще говорим на английском! Если вы отправитесь из Кингтона в северном Херефордшире (на границе с Уэльсом) в Эвешам на юге Вустершира, то там язык будет звучать совсем по-другому. С Киддерминстера на севере Вустершира, где у многих жителей гнусавый выговор, как у Брумми, до самого Росса, где слышны намёки на округлость Глостера.— Дэйв Брэдли

## Разновидности диалектов Западного Мидленда
- Блэк-кантри;
- Брумми (в Бирмингеме);
- Ковентри;
- Поттерис (северный Стратфордшир);
- диалект Херефордшира;
- диалект Уорикшира;
- диалект Вустершира;
- Салопийский диалект (диалект Шропшира).

## Внешние ссылки
- Sounds Familiar? - послушайте аудиозаписи с примерами региональных акцентов и диалектов со всей Великобритании на сайте Британской библиотеки.
- BBC staff (November 2008)."Voices 2005:Hereford and Worcester". BBC Hereford and Worcester.
- Lovell, Martyn (22 August 2005). "The voice of a Herefordshire farrier". BBC Hereford and Worcester.